# Sumo
Il sumo (相撲?, sumō, lett. "strattonarsi", pron. /sɯmoː/) è una forma di lotta (combattimento corpo a corpo) nella quale due sfidanti si affrontano con lo scopo di atterrare o estromettere l'avversario dalla zona di combattimento detta dohyō. È inoltre lo sport nazionale del Giappone.

## Storia

### Origini
Le origini del sumo risalgono agli inizi del VI secolo, sviluppatosi dalle radici degli antichi riti religiosi shintoisti e dalle preghiere in richiesta di raccolti abbondanti. Lo sport in principio era più ruvido rispetto alla versione moderna, con la presenza di elementi di combattimento simili alla boxe e al wrestling. I primi gruppi professionistici cominciarono a formarsi nei primi del 1600

### I contendenti
Due lottatori esclusivamente maschi e con un fisico imponente, detti rikishi, si affrontano in una zona di combattimento detta dohyo.
I lottatori sono organizzati in una graduatoria generale detta banzuke secondo principi di capacità e forza e non in categorie di peso. Caratteristica distintiva dei lottatori di sumo è l'indossare quale capo di abbigliamento un particolare perizoma detto mawashi e acconciare i loro capelli con una particolare crocchia detta oi-cho mage.
I praticanti di sumo possono anche essere chiamati sumotori ma diventano noti come rikishi quando diventano professionisti. Le categorie del sumo sono molteplici e partono dalla divisione minore, jonokuchi, per poi passare rispettivamente a jonidan, sandanme, makushita, juryo e makuuchi. Nello specifico sono chiamati makushita-tsukedashi quei lottatori di sumo (rikishi) che invece di cominciare il loro percorso professionale dal rango più basso (jonokuchi) vengono immediatamente proposti nella terza divisione (makushita) come novità.
Ciò avviene quando dei giovani particolarmente promettenti vincono i tornei giovanili di Mae-Zumo (cioè pre-sumo) dei mesi di settembre, ottobre, novembre e dicembre. I vincitori di uno dei primi tre tornei vengono inseriti nel ranking makushita col grado di makushita 15 (il livello va a decrescere sino a giungere al livello 1, che è quello più importante) mentre coloro che vincono uno di essi e anche il torneo di dicembre vengono proposti come makushita 10. Costoro, sia che si tratti degli ms 15, sia che si tratti degli ms 10, possono essere inseriti nel nuovo ranking entro 1 anno dai loro trionfi amatoriali. Si dice - ma non è confermato - che nel caso si tratti di lottatori stranieri (cioè non giapponesi) costoro devono essere circoncisi prima di poter accedere al loro nuovo rango. Fatto curioso, certamente, anche se non se ne conosce la motivazione, che forse si rifà ad antiche tradizioni locali.
Più in alto della categoria makushita ci sono le due divisioni professionistiche del sumo (chiamate sekitori): gli juryo (o jumaimae, una sorta di serie B del sumo) e i makuuchi (o makunouchi) che rappresentano la divisione maggiore e che a loro volta sono suddivisi in maegashira (dal livello 16 al livello 1) e sanyaku, cioè i grandi campioni (segmentati in komusubi, sekiwake, ozeki e yokozuna, che è il top del top). Lo yokozuna è il grande campione per eccellenza del sumo ed è distinguibile perché durante l'ingresso sul dohyo indossa una pesante corda annodata detta tsuna. Lo yokozuna non può mai retrocedere dal suo rango (come invece può accadere agli altri lottatori) ed abbandona la carica solo dopo il ritiro (intai).

### Regole
Lo scopo dell'incontro è atterrare l'avversario o spingerlo fuori dal dohyō.
All'inizio dell'incontro i due yobidashi (responsabili della chiamata) chiamano ognuno uno dei quattro lottatori seduti attorno al dohyō, i cui posti vengono presi da altri due rikishi, se è previsto più di un altro incontro. Dopo che i lottatori sono stati chiamati dagli yobidashi, il gyōji (arbitro) ne annuncia i nomi.
I lottatori compiono i rituali previsti, si posizionano dietro alle linee e colpiscono il suolo con entrambe le mani. In questo momento l'arbitro deve stare particolarmente attento, perché appena entrambe le mani dei contendenti sono a contatto col suolo, sono autorizzati a scattare (tachi-ai) e l'arbitro è incaricato di frapporre la mano tra i due se la partenza non è corretta.
Quando uno dei due rikishi tocca l'esterno dell'anello o tocca il suolo con una parte del corpo diversa dalla pianta dei piedi, l'arbitro decreta il vincitore. Nel caso in cui la decisione dell'arbitro sia ritenuta errata da uno degli shinpan (giudici), questi deve alzare la mano e i cinque shinpan si riuniscono sull'arena (mono-ii) per prendere una decisione. Il capo shinpan sarà in contatto con la sala video, dove altri due shinpan tenteranno di aiutare nella decisione, che potrà essere gunbai-dori (conferma della decisione del gyōji), gunbai-sashichigai (inversione della decisione del gyōji) o torinaoshi (ripetizione dell'incontro).

### Divieti
È vietato, durante un combattimento:
- Colpire con la mano a pugno;
- Infierire con le dita negli occhi;
- Tirare i capelli;
- Colpire i genitali;
- Colpire contemporaneamente le orecchie con i palmi delle mani;
- Tirare calci al petto e/o all'addome;
- Piegare all'indietro le dita.
- Perdere il Mawashi e rimanere completamente nudi sul dohyō durante un incontro ufficiale, pena la squalifica immediata.

Quest'ultimo divieto fu introdotto nel 1913 per adeguare il Sumo alla morale cristiana occidentale riguardo alla nudità.
La necessità di istituire tale regola fa presumere che prima del 1913 avvenissero anche combattimenti tra lottatori totalmente nudi.

### I tornei
I tornei tra sumōtori professionisti sono detti basho (場所?) e si svolgono a Edo (l'odierna Tokyo) sin dal 1623, ma coll'andare del tempo il loro numero passò da uno all'anno durante l'epoca kansei (1789-1800) a sei annuali: tre a Tokyo in gennaio, maggio e settembre, uno a Osaka in marzo, uno a Nagoya in luglio ed uno a Fukuoka in novembre. Ogni torneo principale è detto Honbasho (本場所?) ossia Grande Torneo e inizia di domenica, dura quindici giorni e vengono svolti molti incontri in cui i rikishi affrontano ogni giorno un avversario diverso. Il rikishi che dovesse vincere più incontri degli altri vince il torneo; solo se il rikishi riesce a vincere otto incontri su quindici può mantenere la propria posizione nella graduatoria detta banzuke (ばんづけ 番付), ulteriori vittorie o sconfitte ne determinerebbero la promozione o la retrocessione; questi ranghi sono fondamentali poiché solo un sumōtori capace di entrare nei primi cinquanta campioni sekitori (関取) potrà aver diritto ad un vitalizio e a degli assistenti.
Il grado più alto è quello di yokozuna (よこづな 横綱, letteralmente "corda laterale") che un lottatore può raggiungere se vince due tornei di fila, ottiene punteggi altrettanto degni e possiede le qualità morali necessarie al titolo che saranno valutate da un apposito comitato nazionale; uno yokozuna diviene egli stesso una semi-divinità scintoista e riceverà un generoso vitalizio anche a fine carriera. Lo yokozuna deve incarnare il lottatore di sumō ideale, difatti nel caso non riuscisse a vincere otto scontri nel corso di un torneo non sarebbe retrocesso, ma ci si aspetterebbe il suo ritiro.

## Il sumo rituale
Il sumo, oltre che sport di combattimento, è considerato essere una vera e propria forma d'arte.

### I principali riti
I riti principali relativi al sumo sono:
- Lo shiko
- Lo Yokozuna dohyohiri
- Il Makuuchi dohyohiri
- Il lancio del sale

#### Lo shiko
Lo shiko è un movimento particolare nel quale un rikishi si posiziona a gambe larghe con le ginocchia piegate e, in alternativa, solleva le gambe in aria cadendo poi con leggerezza.
Tale movimento ha finalità ginniche di stretching ed anche rituali per allontanare demoni e intimorire l'avversario.

#### Lo Yokozuna dohyohiri
La giornata di combattimenti non può avere inizio prima dell'ingresso ufficiale dello yokozuna e dell'esecuzione di movimenti tradizionali che vedono il grande leader del banzuke compiere il rituale propiziatorio.

#### Il Makuuchi dohyohiri
Tutti i rikishi della categoria dei Makuuchi all'inizio della giornata di combattimento salgono sul dohyō e si presentano al pubblico. La presentazione prevede un cerimoniale fatto di movimenti tradizionali con le braccia e di scaramantici movimenti con un particolare grembiule detto kensho mawashi colorato con i simboli rappresentanti il rikishi.

#### Il lancio del sale
Prima di ogni incontro, i rikishi raccolgono da un apposito contenitore una manciata di sale e la lanciano sul dohyō.
Tale gesto è propiziatorio e ben augurante finalizzato a proteggere i rikishi da sfortunati scontri, ferite, infortuni e cadute.

## Il sumo sportivo
A differenza di quanto avviene nel sumo tradizionale, le cui regole sono dettate dalla storia, dalla cultura nipponica e dalla religione, il sumo sportivo è una forma di lotta le cui regole di combattimento somigliano molto a quelle del sumo "originale". La totale assenza dei rituali, la possibilità di partecipare alle competizioni anche per le donne ed una giuria formata da un solo arbitro sono le principali note che caratterizzano il sumo sportivo.